# Carlos del Barrio
Carlos del Barrio Corral (* 15. August 1968 in Santander) ist ein spanischer Rallyebeifahrer. Er siegte, als Co-Pilot von Dani Sordo, bei drei Weltmeisterschaftsläufen in der höchsten Rallye-Klasse WRC. Del Barrio hatte die spanische Rallye-Meisterschaft 1997, 1998 und 2002 drei Mal mit dem Fahrer Jesús Puras gewonnen. Nach der Rallye Monte Carlo 2021 trat Del Barrio aus der WRC zurück.

## Klassifikationen

### Siege WRC
| Nr. | Rallye             | Saison | Fahrer     | Auto                  |
| --- | ------------------ | ------ | ---------- | --------------------- |
| 1   | Rallye Deutschland | 2013   | Dani Sordo | Citroën DS3 WRC       |
| 2   | Rallye Italien     | 2019   | Dani Sordo | Hyundai i20 Coupe WRC |
| 3   | Rallye Italien     | 2020   | Dani Sordo | Hyundai i20 Coupe WRC |